# Cricotopus speciosus
Cricotopus speciosus är en tvåvingeart som beskrevs av Maurice Emile Marie Goetghebuer 1921. Cricotopus speciosus ingår i släktet Cricotopus och familjen fjädermyggor. Inga underarter finns listade i Catalogue of Life.